# Río de Janeiro, Mexiko
Río de Janeiro är en ort i Mexiko.   Den ligger i kommunen La Trinitaria och delstaten Chiapas, i den sydöstra delen av landet, 900 km öster om huvudstaden Mexico City. Río de Janeiro ligger 757 meter över havet och antalet invånare är 201.
Terrängen runt Río de Janeiro är lite bergig. Runt Río de Janeiro är det ganska tätbefolkat, med 60 invånare per kvadratkilometer. Närmaste större samhälle är Amparo Aguatinta, 6,1 km öster om Río de Janeiro. I omgivningarna runt Río de Janeiro växer i huvudsak städsegrön lövskog.